# 동시사망
동시 사망은 유언법/상속법의 개념으로 상속인이 피상속인과 동시에 사망하는 경우 (부부가 동시에 차 사고로 사망하는 경우)의 문제를 다룬다. 독일 실종법 제11조, 스위스 민법 제32조 제2항도 동시 사망 추정주의를 취하고 있다.

## 한국

### 민법 제30조
제30조(동시사망) 2인 이상이 동일한 위난으로 사망한 경우에는 동시에 사망한 것으로 추정한다.

대한민국 민법은 2인 이상이 동일한 위난으로 사망한 경우에 동시에 사망한 것으로 추정함으로써, 동시에 사망한 자들 사이에는 상속이 발생하지 않게 하려는 규정을 두고 있다.(제30조) 동시 사망 추정 규정도 자연과학적으로 엄밀한 의미의 동시 사망은 상상하기 어려운 것이나 사망의 선후를 입증할 수 없는 경우 동시에 사망한 것으로 다루는 것이 결과에 있어 가장 공평하고 합리적이라는 데에 그 입법 취지가 있는 것인바, 상속인이 될 직계 비속이나 형제자매(피대습자)의 직계 비속 또는 배우자(대습자)는 피대습자가 상속 개시 전에 사망한 경우에는 대습 상속을 하고, 피대습자가 상속개시 후에 사망한 경우에는 피대습자를 거쳐 피상속인의 재산을 본위 상속을 하므로 두 경우 모두 상속을 하는데, 만일 피대습자가 피상속인의 사망, 즉 상속 개시와 동시에 사망한 것으로 추정되는 경우에만 그 직계 비속 또는 배우자가 본위 상속과 대습 상속의 어느 쪽도 하지 못하게 된다면 동시 사망 추정 이외의 경우에 비하여 현저히 불공평하고 불합리한 것이라 할 것이고, 이는 앞서 본 대습 상속 제도 및 동시 사망 추정 규정의 입법 취지에도 반하는 것이므로, 민법 제1001조의 '상속인이 될 직계 비속이 상속 개시 전에 사망한 경우'에는 '상속인이 될 직계 비속이 상속 개시와 동시에 사망한 것으로 추정되는 경우'도 포함하는 것으로 합목적적으로 해석함이 상당하다.

## 일본
일본민법 제32조의2 (동시사망의 추정) 수인의 자가 사망한 경우에 있어서 그 중의 1인이 다른 자의 사망후에 여전히 생존하고 있던 것이 명확하지 아니한 때에는 이들은 동시에 사망한 것으로 추정한다.

## 미국
미국에서는 Uniform Simultaneous Death Act을 제정하여 120시간 내에 부부가 사망한 경우, 동시에 사망한 것으로 간주한다. 다만 이 규칙을 적용할 경우 무유언 상태가 되어 자산이 국가 귀속되는 경우 이 규칙을 적용하지 않는다. 타이타닉호 사고에서 많은 상속인과 피상속인이 거의 동시에 사망하여 유언에 동시 사망의 경우 어떻게 할지를 규정하는 것이 보편화되는 추세이다.

## 비교
한국의 경우 민법에는 대습 상속의 요건으로 '상속인이 상속 개시 전에 사망하여야 한다'고만 규정되어 있다. '상속인과 피상속인이 동시에 사망하는 경우'에는 대습 상속이 발생하는가에 대해 대법원은 동시 사망의 경우에 대습 상속이 되지 않는다고 보면 형평에 어긋난다고 판시하였다. 하지만 미국에서는 상속인과 피상속인이 거의 동시에 사망하였을 경우 상속인이 먼저 사망한 것으로 간주하고 상속은 무효가 된다. 또한 미국법에서는 또한 부부 중 한쪽이 먼저 사망한 뒤 반대쪽이 배우자를 잃은 상심으로 인해 자연사하거나 자살한 경우에도 동시 사망으로 간주되는 차이가 있다.

## 같이 보기
- 대습상속
- 대한민국 민법 제30조 (동시사망)
- 상심 증후군 : 노부부 중 한쪽이 죽은 뒤에 반대쪽이 곧 자연사하는 일이 발생하는 원인.